# سیارک ۱۵۹۴۵
سیارک ۱۵۹۴۵ (به انگلیسی: 15945 Raymondavid، نامگذاری:1998AZ5) پانزده هزار و نهصد و چهل و پنجمین سیارک کشف شده‌است که در ۸ ژانویه ۱۹۹۸ کشف شد.
قدر مطلق سیارک برابر ۳۰.۹ است.